# Stora Le
Stora Le este o arie protejată (arie de protecție specială avifaunistică — SPA) din Suedia întinsă pe o suprafață de 474,7 ha, integral pe uscat.

## Localizare
Centrul sitului Stora Le este situat la coordonatele 59°05′09″N 11°53′52″E / 59.0859°N 11.8978°E.

## Înființare
Situl Stora Le a fost declarat arie de protecție specială avifaunistică în decembrie 1998 pentru a proteja 9 specii de animale.

## Biodiversitate
Situată în ecoregiunea boreală, aria protejată nu include niciun habitat protejat.
La baza desemnării sitului se află mai multe specii protejate de  păsări (9): minunița (Aegolius funereus), cocoșul de mesteacăn (Bonasa bonasia), caprimulg (Caprimulgus europaeus), ciocănitoare neagră (Dryocopus martius), cufundar polar (Gavia arctica), ciuvică (Glaucidium passerinum), ciocănitoare de munte (Picoides tridactylus), chiră de baltă (Sterna hirundo),  cocoș de munte (Tetrao urogallus).